# Vaporisateur
Ne doit pas être confondu avec Cigarette électronique, Spray (aérosol) ou Pulvérisateur.

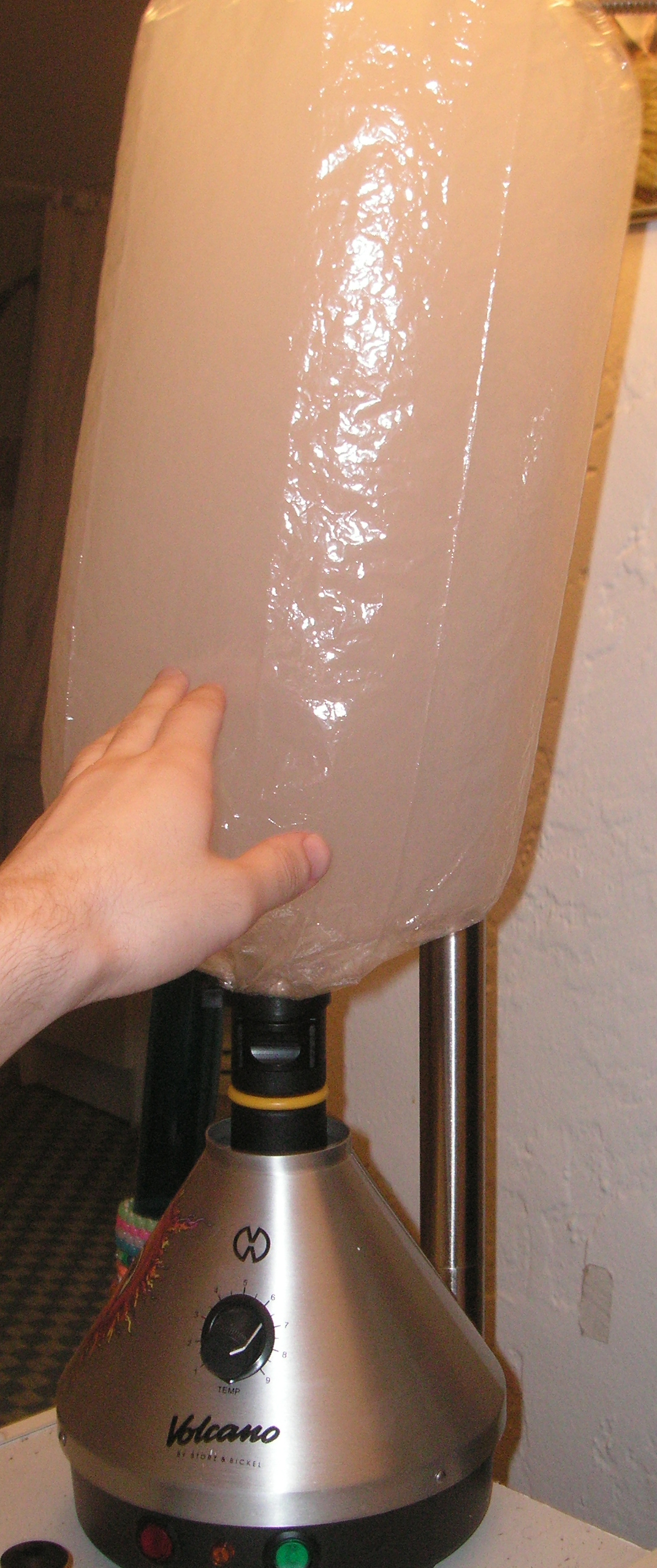
Un vaporisateur Volcano de la marque Storz & Bickel. Le ballon retient la vapeur créée par chauffage par convection.

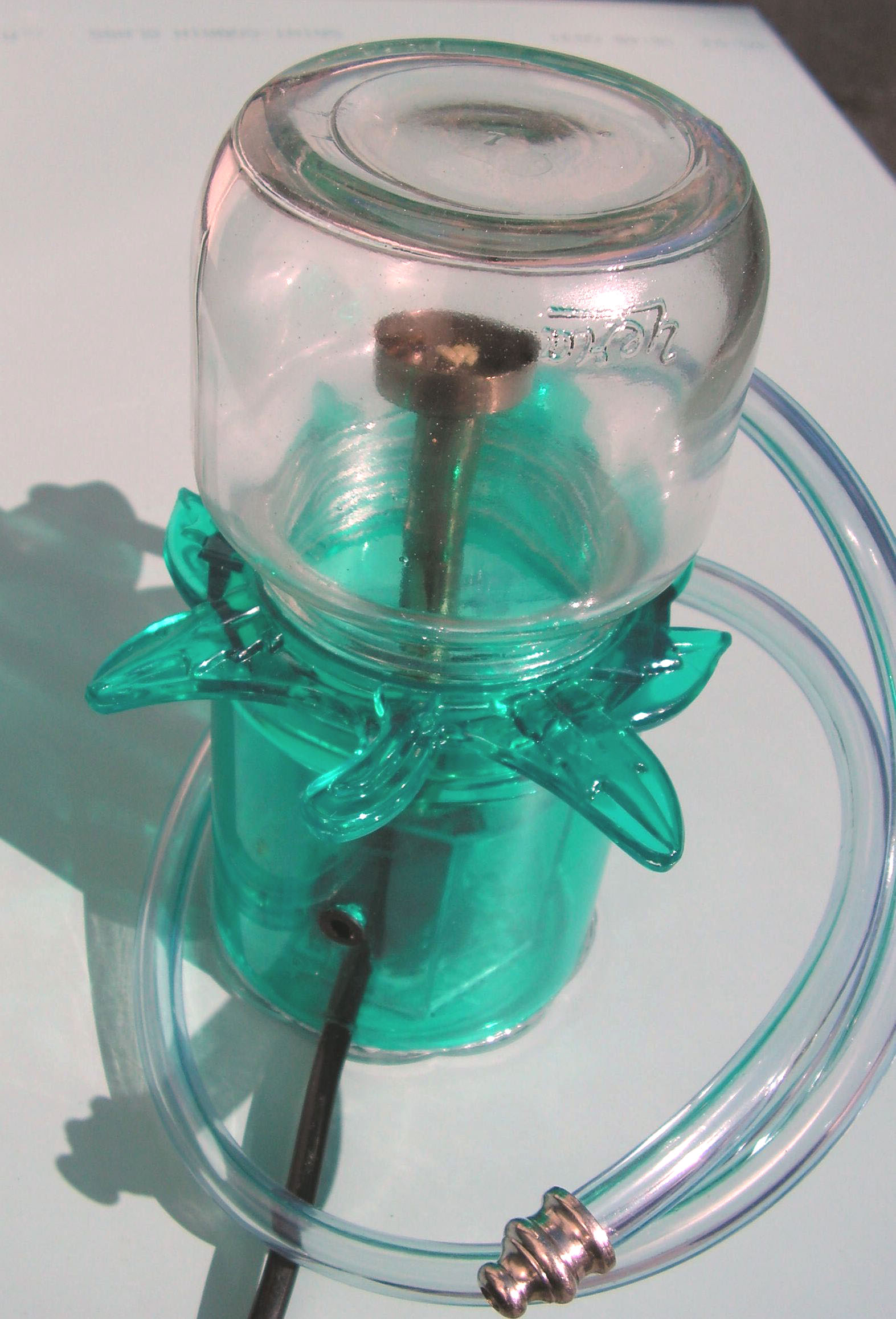
Vaporisateur avec chauffage par conduction créé en 1994. Les extraits de plantes sont placés sur la coupelle métallique qui est chauffée électriquement. La cloche de verre retient la vapeur qui peut ensuite être inhalée par l'intermédiaire du tube en plastique.

Un vaporisateur est un appareil utilisé pour libérer sous forme de vapeur les principes actifs contenus dans certaines plantes.
C'est un appareil généralement électrique utilisé en phytothérapie et en aromathérapie. Il est aussi parfois utilisé pour la consommation de cannabis et d'autres psychotropes, car il permet de les consommer de façon moins nocive[réf. nécessaire].
La vaporisation consiste à chauffer des extraits de plantes en dessous de la température de combustion des principes actifs contenus dans ces plantes.
Le chauffage facilite l'évaporation des substances contenues dans les extraits de plantes, le maintien en dessous de la température de combustion évite la dégradation de ces substances.

## Histoire
La fumigation, ou vaporisation était bien connue des Scythes, si l'on en croit l'historien grec Hérodote (450 av. J.-C.), qui décrit une séance de fumigation collective entraînant l'hilarité des participants. Le professeur Sergueï Ivanovitch Roudenko, archéologue soviétique, a confirmé l'utilisation courante du cannabis par les Scythes avec la découverte en 1929 sur le site de Pazyryk d'un chaudron de bronze rempli de graines de chanvre carbonisées, ainsi que des vêtements de chanvre et des encensoirs métalliques.
Les principales évolution des vaporisateurs « modernes » :
1981 : création de "TILT", le premier vaporisateur électrique. Il ne sera pas commercialisé.
1994 : création du vaporisateur BC (photo illustrant l'article), premier vaporisateur vendu en grand nombre.
2010 : démocratisation des vaporisateurs (due à la phytothérapie, cigarette électronique, libéralisation du cannabis)

## Types de vaporisateurs
1. Chauffage par conduction thermique : Les vaporisateurs les moins onéreux utilisent ce procédé. Les extraits de plantes sont directement au contact de la source de chaleur, ce qui a tendance à altérer plus ou moins le goût. Les températures ne sont pas stables ce qui peut avoir comme conséquence de bruler les végétaux. Le plus simples d'entre eux utilisent un simple briquet comme source de chaleur. Ceux-ci peuvent aisément être fabriqués à la maison, pour moins de 5 €.
2. Chauffage par rayonnement : Une ampoule halogène est utilisée pour le chauffage. La température augmente car les extraits de plante absorbent l'énergie lumineuse.
3. Chauffage par convection sans soufflerie : Ces vaporisateurs utilisent un tube alimentaire (silicone, caoutchouc, plastique...), à travers lequel l'utilisateur inhale la vapeur.
4. Chauffage par convection avec soufflerie : Ces vaporisateurs font passer de l'air chaud à travers les matières végétales à l'aide d'une pompe à air ou d'un ventilateur. Ces vaporisateurs sont fournis avec des sacs alimentaires qui résistent à la chaleur. Le vaporisateur remplit le sac de vapeur. L'utilisateur détache le sac et inhale la vapeur ainsi refroidie. L'eau et la glace peuvent être utilisés à la place du sac pour refroidir la vapeur.

D'autres éléments sont à prendre en compte dans un vaporisateur :
- Les matériaux qui constituent l'élément de chauffage (céramique, quartz...)
- Les matériaux qui constituent le corps du vaporisateur
- La précision du thermostat du vaporisateur (température de chauffage modifiable et plus ou moins précise)

## Utilisation des vaporisateurs
Les avantages :
- dosage précis des principes actifs délivrés (possibilité d'augmenter progressivement jusqu'à obtention du niveau désiré)
- action rapide : quelques minutes (contrairement aux infusions, comprimés, teintures)
- économique : les principes actifs sont délivrés sans perte
- pureté des effets du fait de la non-combustion des plantes
- la vapeur est quasi-transparente et est peu odorante. La vapeur se dissout très rapidement dans l'air (l'entourage n'est pas gêné)

Les inconvénients :
- besoin d'énergie électrique (prise, accumulateurs...) pour les modèles évolués
- prix élevé (un vaporisateur de qualité coute au moins 200 €) pour les modèles à convection
- précautions à prendre (risque de brulures : tenir hors de la portée des enfants)
- peu de modèles vraiment discrets.

## Les températures de vaporisation
| Nom de la plante   | Nom binominal          | Partie de la plante utilisée | Température                                   |
| ------------------ | ---------------------- | ---------------------------- | --------------------------------------------- |
| Camomille sauvage  | Matriarca chamomilla   | fleurs                       | 190 °C (190 °C)                               |
| Cannabis           | Cannabis sativa        | fleurs femelles              | 157 °C (157 °C) Source : Tétrahydrocannabinol |
| Eucalyptus         | Eucalyptus globulus    | feuilles                     | 130 °C (130 °C)                               |
| Houblon            | Humulus lupulus        | cônes                        | 154 °C (153,9 °C)                             |
| Lavande            | Lavendula angustifolia | fleurs                       | 130 °C (130 °C)                               |
| Mélisse officinale | Melissa officinalis    | feuilles                     | 142 °C (142,2 °C)                             |
| Sauge officinale   | Salvia officinalis     | feuilles                     | 190 °C (190 °C)                               |
| Thym               | Thymus vulgaris        | feuilles                     | 190 °C (190 °C)                               |

Lorsque l'on chauffe les extraits de plantes à une température proche de la température de combustion, des produits de dégradation pyrolytiques irritants apparaissent. Ceux-ci peuvent être nocifs. Il est donc conseillé de chauffer les extraits en dessous de cette température.
La vaporisation n'est pas censé brûler les végétaux (car la cellulose qu'ils contiennent ne brûle qu'au-dessus de 230 °C (230 °C)), ce qui permet de répéter plusieurs fois l'inhalation avec les mêmes extraits de plante.
Aucune étude sur l'abus de vaporisation n'a été menée à ce jour. Aucun effet secondaire notable n'a été décrit par les hôpitaux qui utilisent ces appareils (Suisse, Autriche...) 
Les plantes les plus utilisées en vaporisation sont le tabac et le cannabis car la vaporisation est une alternative à la cigarette, au cannabis ingéré ou fumé.
La quantité de principes actifs contenue dans la vapeur dépend des facteurs suivants :
- Qualité : La concentration en principes actifs dans les extraits de plantes utilisés.
- Quantité : La quantité de matériel pouvant être chauffé (entre 0,05  et   2 grammes par remplissage en fonction de l'effet désiré).
- Surface : Plus les plantes sont finement hachées, plus la surface en contact avec la chaleur est grande.
- Température : Une température plus élevée libère davantage d'arômes et principes actifs en une fois.

## Vaporisateur et cannabis
Une étude médicale a montré que la vapeur du cannabis produite par le vaporisateur Volcano est composée de 95 % de ses principes actifs, comme le THC par exemple.
D'autres études médicales sont disponibles,, par exemple l'étude d'Arno Hazekamp.
Les effets néfastes de la fumée de cannabis représentent l'obstacle majeur à la possibilité d'utiliser le cannabis dans un cadre médical. Les conclusions de ces études sont que la vaporisation est un procédé fiable pour délivrer du cannabis au patient sans les effets néfastes de la fumée et de ses nombreux sous-produits de combustion. 
On entend souvent dire que la vaporisation du cannabis produit un effet moins "lourd", moins "cassant" physiquement que lorsqu'on fume. Cela est peut-être dû au fait que, lorsqu'on vaporise, on n'inhale pas de gaz carbonique et autres substances susceptibles de diminuer l'afflux sanguin arrivant au cœur et au cerveau. Du coup, ces derniers ne voient pas leur apport en oxygène réduit, ce qui pourrait expliquer l'absence d'une certaine "lourdeur" causée par l'inhalation de fumée.

## Annexe